# Gilles (carnaval)

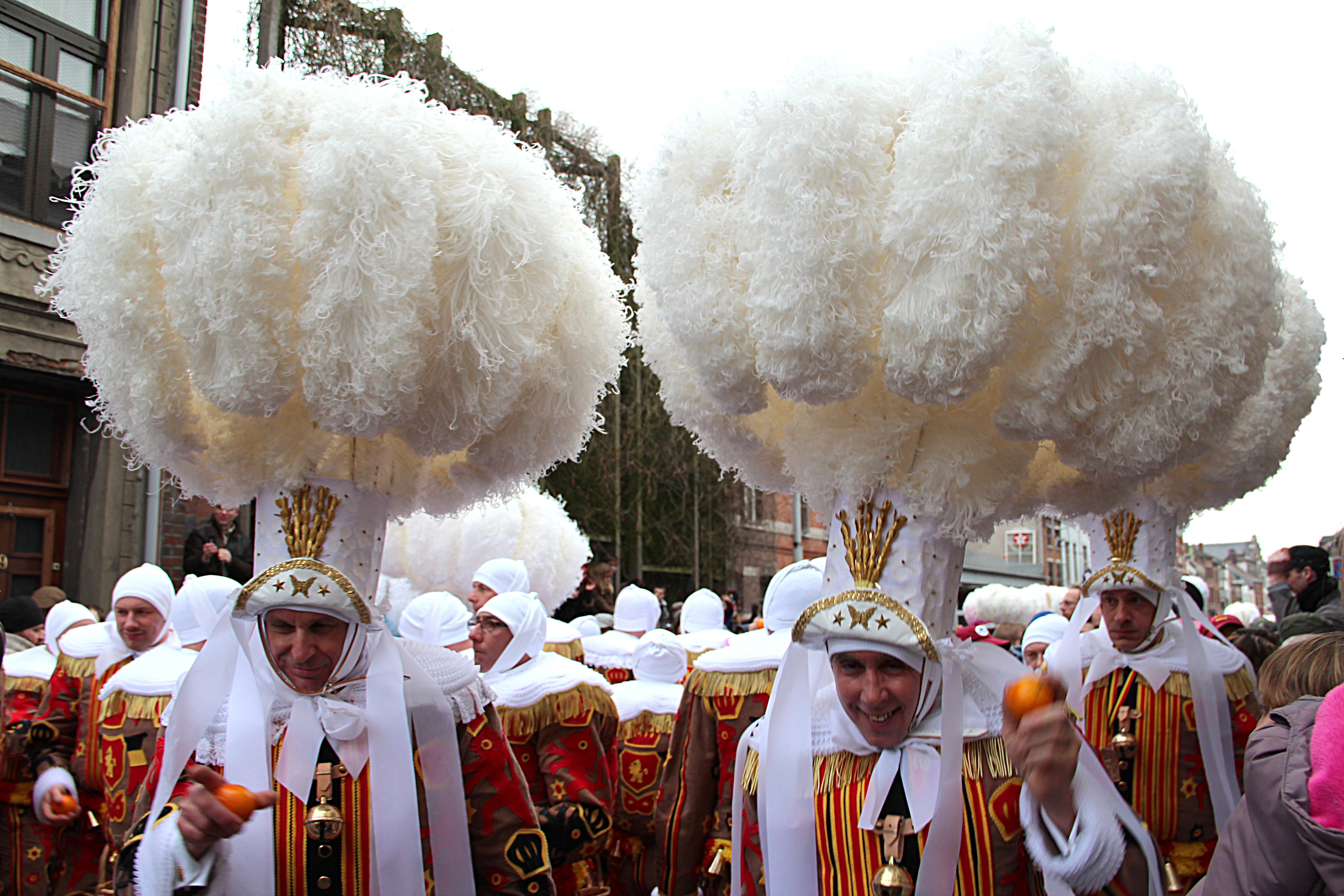
Gilles dragen op dag voor aswoensdag een hoed met struisvogelveren

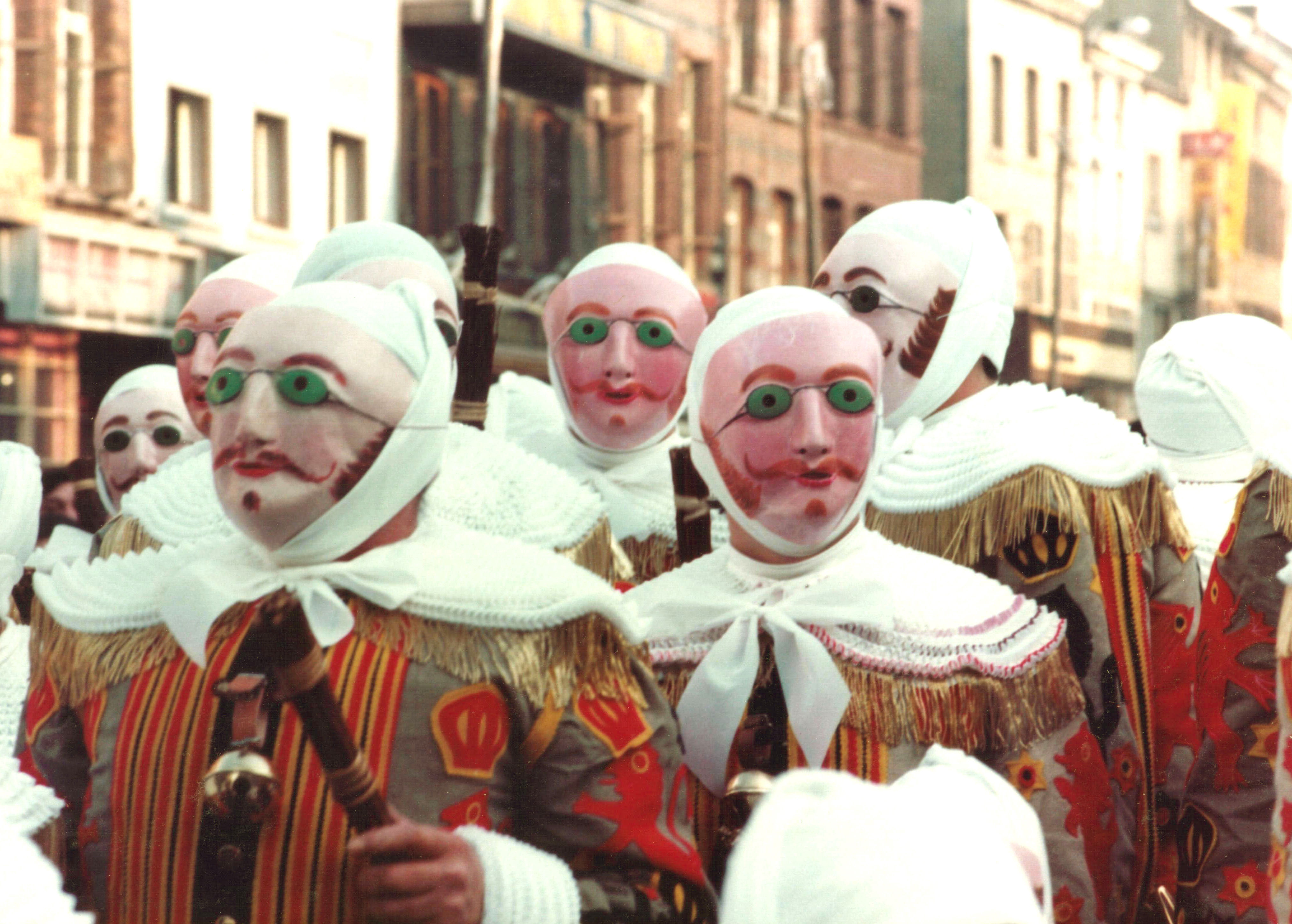
Gilles van Binche met maskers

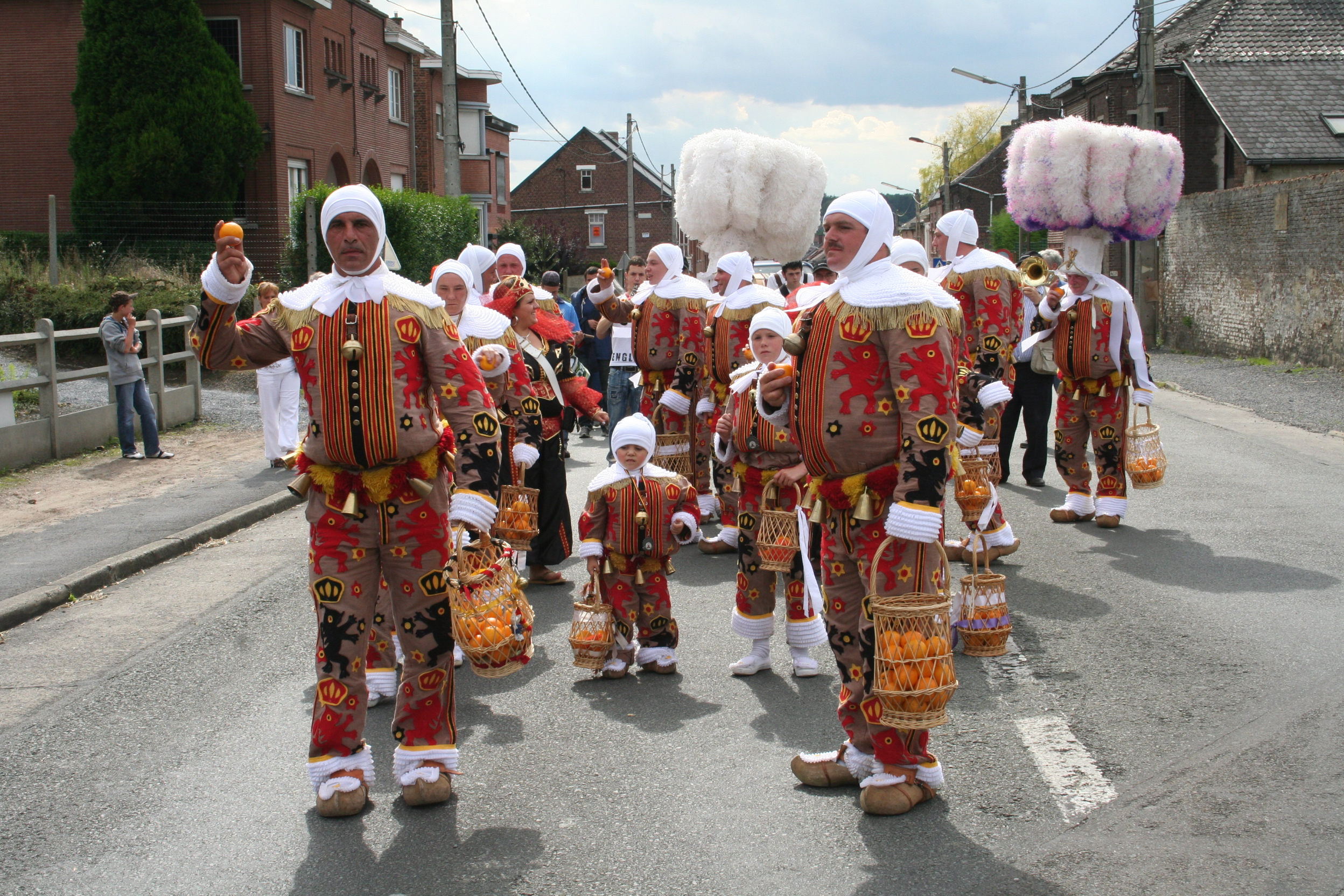
Gilles van Havré met hoeden met struisvogelveren

Gilles zijn anonieme folkloristische personages in het Belgische carnaval. Ze komen voornamelijk voor in de regio Centre in Henegouwen, maar ook daarbuiten op enkele plaatsen. Gilles vertonen zich tijdens carnaval op Vastenavond, de dag voor Aswoensdag.

## Geschiedenis
De exotische kostuums gaan terug op een extravagant feest dat in 1549 werd gehouden in het Paleis van Binche ter ere van Filips II van Spanje.

## Algemeen
Elke plaats waar men gilles kent, heeft kleine afwijkingen op wat hieronder volgt. Deze eigenheden per plaats worden vermeld in de lokale overzichten.

### Klederdracht
- Een masker.
- Een hoed met struisvogelveren.
- Een riem met bellen.
- Een bundel van wilgentwijgen.
- Een bolvormig kostuum.
- Klompen.
- Korf met sinaasappels of bloedsinaasappels.

### Gebruiken
- Enkel mannen mogen het kostuum van gille dragen.
- Soumonces: op 6, 4 & 2 weken voor het carnavalsweekend kondigen de gilles het carnaval aan. De eerste soumonce is enkel met trommels, de tweede wordt vergezeld door koperblazers en de derde is met het volledige orkest.
- Verbranding: de gilles staan in voor de verbranding van het carnaval.
- Muziek: gilles mogen enkel bewegen op de ritmes van de typische muziek. Deze wordt geleverd door een band die hen overal volgt, deze bestaat uit trommels, koperblazers en houtblazers. Gillesmuziek heeft traditioneel een valse noot.
- Rondedans: gilles dansen rond om boze geesten te verjagen.

## Wallonië
In Wallonië zijn er verschillende steden en dorpen waar Gilles bestaan. In Henegouwen onder andere in Binche, La Louvière en Jemappes. Ook in Waals-Brabant, in Nijvel en Rebecq kent men het fenomeen van de gilles. Deze carnavalsvieringen zijn de laatste bastions van de verdwijnende Waalse taal.

### Binche
De gilles van Binche zijn het bekendst. Er zijn verschillende verenigingen die elk hun eigen leden hebben, maar sowieso mogen enkel mannelijke inwoners gille worden. Ook vele kinderen zijn gille.
Een Gille kan men eenvoudig herkennen aan zijn kostuum: een linnen pak met kleurrijke leeuwen en kronen, dat wordt opgevuld met stro, zodat vooraan en op de rug een bult ontstaat. Ze dragen klompen en een witte kraag. De laatste dag van de carnaval dragen ze een masker rond 10 uur in de ochtend (zo is iedereen anoniem) daarna voor de rest van de dag niet meer, en op hun hoofd een witte muts; daarop soms een grote hoed met struisvogelpluimen. Rond hun middel dragen ze de 'apertintaille', een gordel met zes tot negen bellen.
Gilles kondigen de lente aan; ze stampen met hun klompen op de aarde om deze vruchtbaar te maken; ze worden begeleid door tamboers die een karakteristieke bezwerende cadans aangeven. Ook de bellen moeten de boze geesten verjagen. Een gille mag alleen bewegen op muziek. De gilles dragen een mand met bloedsinaasappels; deze worden in de menigte gegooid.
Binche heeft ook het Musée international du Carnaval et du Masque (in het Nederlands: Internationaal Museum van het Carnaval en het Masker) waar het verhaal van de gilles verteld wordt.

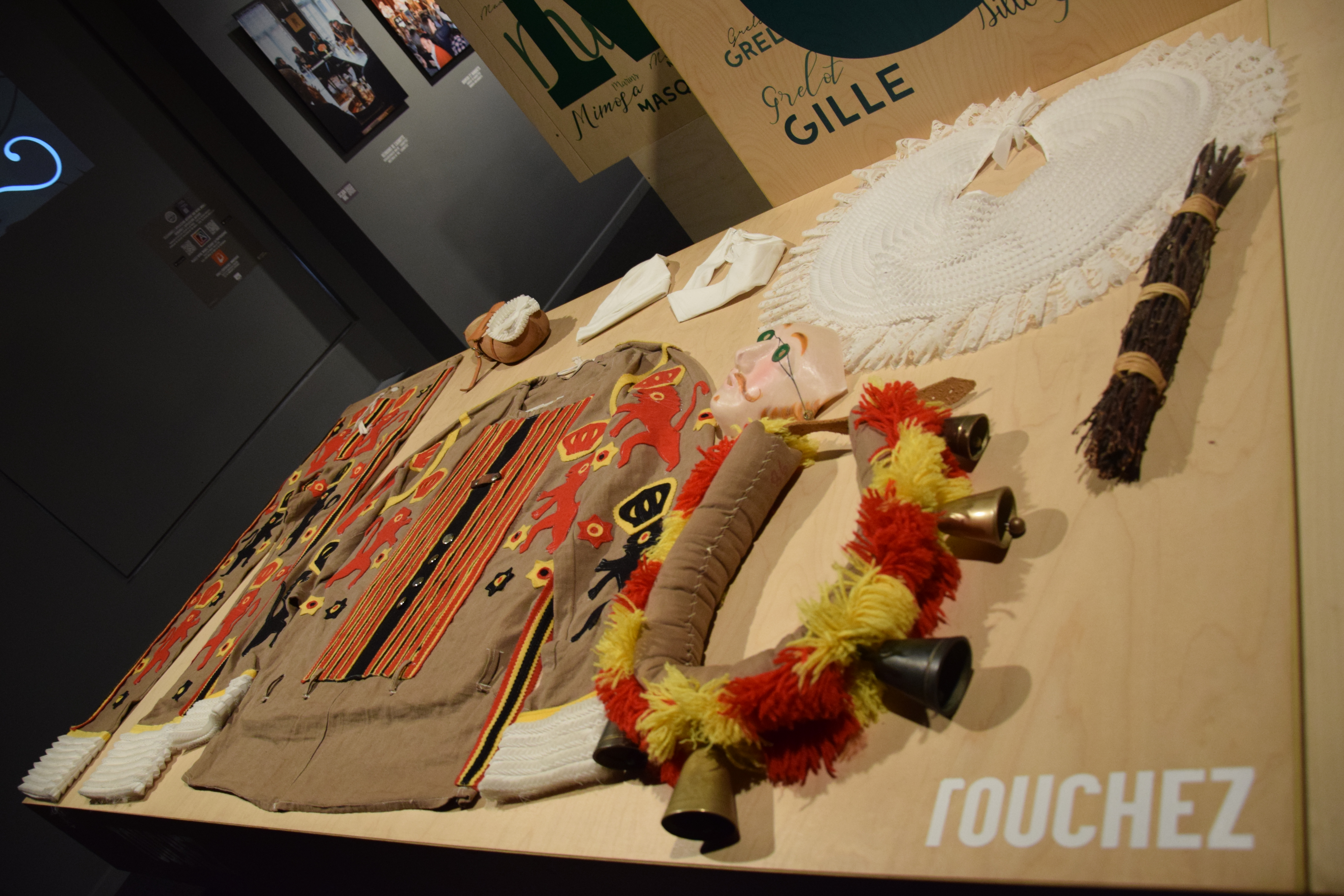
Kostuum
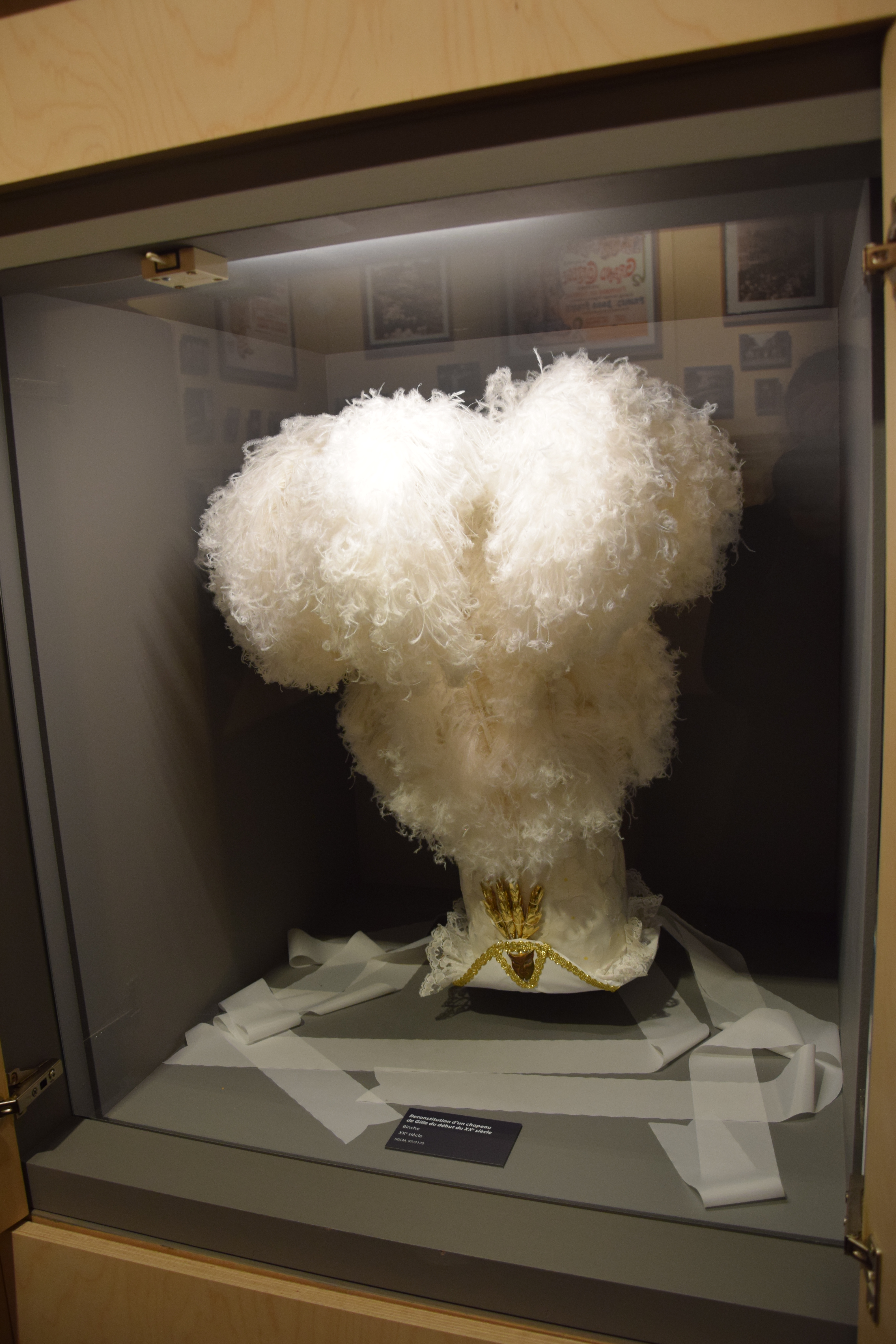
Hoofddeksel
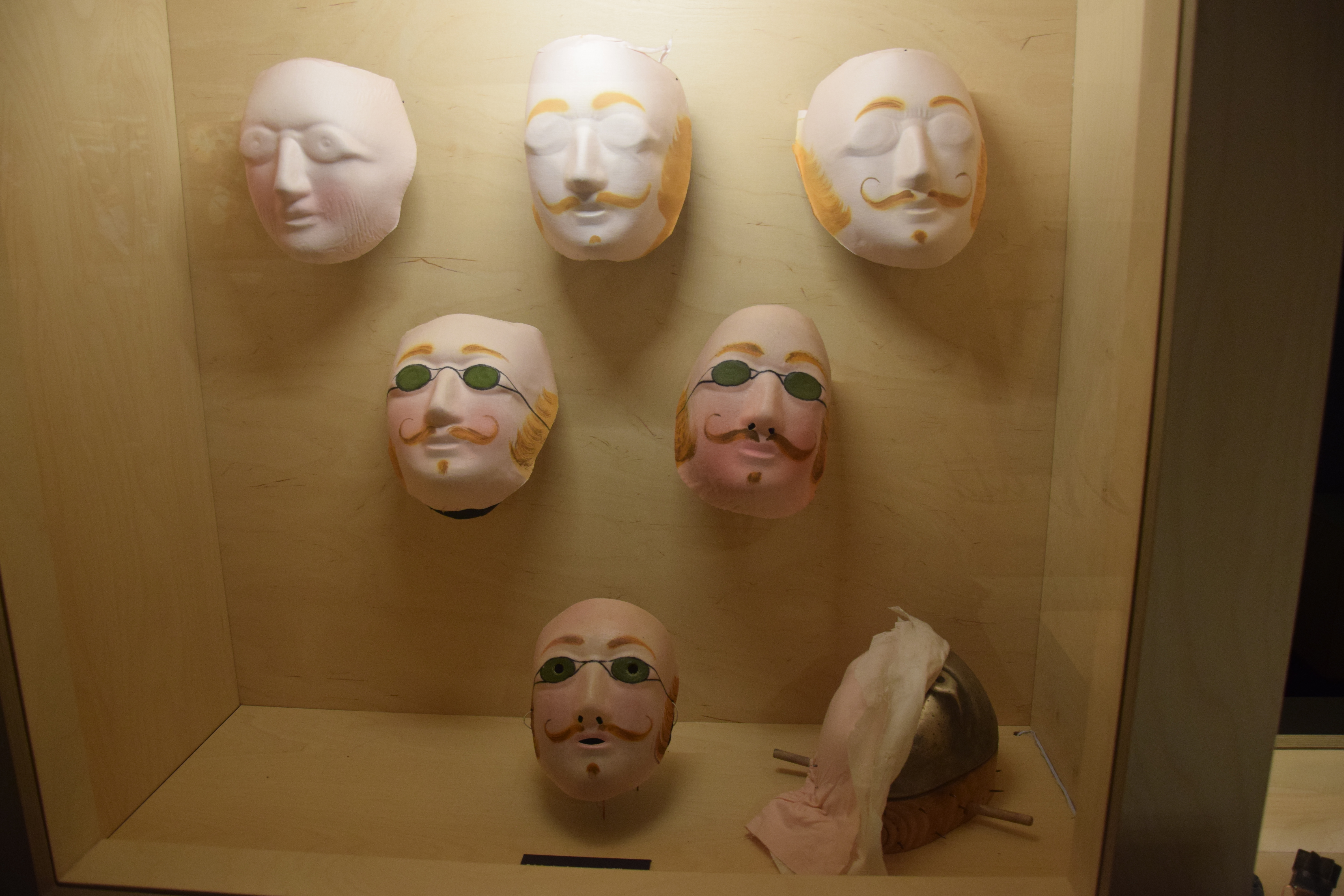
Maskers

### Andere gemeenten in de regio Centre
Naast Binche is het personage van de gilles verspreid in de meeste dorpen en steden in de regio Centre, en maakt daar deel uit van alle carnavals, onder andere in La Louvière, Hoedeng-Goegnies, Morlanwelz, Chapelle-lez-Herlaimont, Leval-Trahegnies,
In het dorp Strépy-Bracquegnies, deelgemeente van La Louvière, werd de editie van 2022 afgelast nadat een auto er 's ochtends vroeg aan hoge snelheid inreed op een groep deelnemers, met 6 doden en 37 gewonden. Het is een traditie dat de gilles om drie uur 's ochtends starten om de bevolking wakker te maken.

## Vlaanderen

### Gilles in Aalst
In december 1926 richtte het feestcomité zich tot de Aalsterse groepen met de vraag een Aalsterse carnavalsfiguur te creëren, "een kostuumtype", naar het voorbeeld van de Gilles van Binche. Door Eendracht veel Vermaak, een Aalsterse carnavalsvereniging die 1923 werd opgericht en in 1924 voor het eerst aan de cavalcade deelnam, nam de oproep ter harte en verscheen in de stoet van 1927 als "De Gilles van Binche". Ze waren verkleed naar het evenbeeld van hun Waalse collega’s, al droegen ze in de beginjaren papieren hoeden. In 1930, toen de vereniging al meer dan vijftig leden telde, werd de vereniging herdoopt in "De Ware Gilles". Gefinancierd door de vele optredens buiten de stad, konden de gilles in deze periode hun papieren hoeden vervangen door de typische hoofddeksels met struisvogelveren. Stichter-voorzitter van de vereniging was August De Man. Vijfendertig jaar lang was deze vereniging actief tot, bij gebrek aan jonge krachten en financiële middelen, de vereniging begin 1971 werd ontbonden.
Op 17 juni 1971 werd in Aalst een nieuwe gillesvereniging opgericht: "De Aalsterse Gilles". Bij hun eerste deelname in 1972 aan de stoet telde de groep 19 gilles en 13 muzikanten. Een jaar later liepen er reeds 28 gilles, 18 muzikanten, 6 appelsiendragers en 1 ceremoniemeester mee. In 1974 dansten de Aalsterse Gilles hun eerste "bezemdans". Bij de organisatie van de vijftigste officiële carnavalstoet in 1978 werd van gerenommeerd carnavalist en voorzitter van de Aalsterse Gilles Gustaaf De Stobbeleir een reus meegedragen.
In 1986 stelden de Aalsterse Gilles nieuwe zelfgemaakte hoeden en nieuwe gouden maskers voor. In 2016 vierden de Aalsterse Gilles hun vijfenveertigste verjaardag.
Het is de enige gillesvereniging die hun kledij, hoeden met struisvogelveren en accessoires in eigen beheer vervaardigt. Net dat maakt de Aalsterse Gilles controversieel:
- Zowel mannen en vrouwen kunnen Gille worden;
- De pluimenhoed is minder vol en bombastisch;
- De opvulling van de Gille is minder rond;
- Men heeft lokale emblemen toegevoegd op de rug;
- De muziek die de Gilles volgt, mist de afwijkende noot.

### Halle
Halle en Binche hebben een historische carnavaleske band en de stad was ook eeuwenlang een Henegouwse stad. Zo zijn de Gillegebruiken ook doorgesijpeld in Halle.
In principe volgt men alle traditionele gebruiken al kan het zelden gebeuren dat een vrouw wel toegelaten wordt als Gille. Anders dan in Binche mogen deze Gilles zich wel in kostuum buiten de stadsgrenzen begeven en zijn ze niet gemaskerd, het komt dan ook voor dat deze andere Vlaamse stoeten opfleuren.
Op zondag dopen de Gilles en Pierrots van Groot Halle naar jaarlijkse traditie hun houten klompen. Die worden overgoten met cognac om de Gilles te behoeden van alle kwaaltjes tijdens hun tochten.
Sinds 1977 lopen de Gilles en Pierrots van Groot-Halle mee in de stoet, in 1988 zijn daar de Gilles en Paysannes van Sint-Rochus bijgekomen. Zij delen/werpen per carnaval respectievelijk 4 en 3 ton bloedappelsienen uit.
Ze staan in voor de verbranding van de heerschappij en het carnaval. Elk jaar offeren ze elk een kaars respectievelijk in de basiliek van Halle en de Sint-Rochuskerk op een goede afloop. De Gilles zijn enkel te zien in volledige outfit tijdens carnavalszondag en Krottenmaandag.

## Status en naamsbekendheid
- Het 600 jaar oude carnaval van Binche werd in 2003 door de UNESCO toegevoegd aan de Lijst van Meesterwerken van het Orale en Immateriële Erfgoed van de Mensheid.
- Het Brusselse Manneke-Pis droeg het kostuum van de Gille van Binche op 27 januari 2024 naar aanleiding van de 20ste verjaardag van de erkenning van het Carnaval van Binche door de Unesco. Dit gebeurde nogmaals op 13 februari 2024 ter gelegenheid van Vette Dinsdag (Mardi Gras).[6]
- Het Suske en Wiske album De joviale Gille gaat over de Gilles van Binche.
- De Swingende Extravaganten uit Kuifje en de Picaro's zijn qua klederdracht gebaseerd op de Gilles van Binche.

## Voetnoten
1. ↑  Braden K. Frieder, Chivalry & the Perfect Prince. Tournaments, Art, and Armor at the Spanish Habsburg Court, 2008, p. 133-158. ISBN 193111269X
2. ↑  Les carnavals de la Région du Centre : le « phénomène du Gille » | Connaître la Wallonie. connaitrelawallonie.wallonie.be. Geraadpleegd op 21 maart 2022. “Le personnage du Gille est caractéristique du Carnaval de Binche, bien sûr, mais il se rencontre également dans tous les carnavals de la région du Centre, tels que La Louvière, Hoedeng-Goegnies, Morlanwelz, Chapelle-lez-Herlaimont, Leval-Trahegnies, etc”
3. ↑  (fr) Drame au carnaval: l’émotion et l’incompréhension à Strépy-Bracquegnies. Le Soir (21 maart 2022). Gearchiveerd op 21 maart 2022. Geraadpleegd op 21 maart 2022. “Dans la région du Centre, le carnaval et sa tradition des gilles mobilisent les populations dans la quasi-totalité des villages.”
4. ↑  VRT NWS, Ze starten al om 3 uur 's ochtends om iedereen wakker te maken, dragen klompen en belletjes: wie zijn de Gilles?. vrtnws.be (20 maart 2022). Gearchiveerd op 22 augustus 2022.
5. ↑  Gilles en pierrots van groot halle dopen zondag hun klompen. www.hln.be. Geraadpleegd op 8 februari 2025.
6. ↑  Manneken-Pis als Gille van Binche | Stad Brussel. www.brussel.be. Gearchiveerd op 10 augustus 2024. Geraadpleegd op 8 februari 2025.